# Медаль «За отличие в войсках Министерства Транспорта»
 Медаль «За отличие в войсках Министерства Транспорта» учреждена 28 мая 1974 года под названием «За отличие в Железнодорожных войсках», а переименована 8 мая 1978 г. Ею награждались младшие офицеры и сверхсрочнослужащие сержанты транспортных войск за достигнутые успехи в служебной деятельности и обучении, подготовке и воспитании личного состава.
Медаль чеканилась на Государственном монетном дворе по проекту Р. Пеева и Д. Белева.